# Dev Virahsawmy
Dev Virahsawmy (Quartier-Militaire, 16 marzo 1942 – 7 novembre 2023) è stato uno scrittore, traduttore e politico mauriziano.

## Biografia
Da bambino sviluppò la poliomielite. Si laureò all'Università di Edimburgo. Ritornato nel paese natale, insegnò lingua inglese. Convinto assertore dell'utilizzo del creolo mauriziano, fu il primo a tradurre in questa lingua La tempesta di William Shakespeare, Il Tartuffo di Molière e Il piccolo principe di Antoine de Saint-Exupéry. Scrisse romanzi, raccolte di poesie, opere teatrali. Svolse anche attività politica, fondando il Mouvement militant mauricien, formazione di estrema sinistra con cui promosse tra l'altro la legalizzazione della cannabis terapeutica.
Dev Virahsawmy è morto il 7 novembre 2023 dopo una lunga malattia.